# Nippon Television Network System
Nippon Television Network System (NNS ; litt. en français : « Système de réseau de télévision nippon » ; 日本テレビネットワーク協議会 (Nihon Terebi Nettowāku Kyōgikai)) est un réseau de télévision japonais organisé par The Yomiuri Shimbun Holdings via sa filiale Nippon Television (NTV). NTV diffuse des programmes de divertissement et d'autres programmes sans actualité via NNS vers 29 stations affiliées.
La distribution des journaux télévisés de la télévision nationale est assurée par Nippon News Network, un autre réseau créé par NTV.

## Historique
Le NNS a été créé le 14 juin 1972, trois ans après le Fuji Network System.

## Composition
Toutes les stations affiliées à NNN, à l'exception de TV Miyazaki, en sont membres. Huit de ses stations (STV, SDT, MMT, CTV, YTV, HTV, FBS, NIB, KKT) sont des filiales mises en équivalence de la station mère NTV.